# Eutanyacra ruficornis
Eutanyacra ruficornis är en stekelart som först beskrevs av Berthoumieu 1894.  Eutanyacra ruficornis ingår i släktet Eutanyacra och familjen brokparasitsteklar. Inga underarter finns listade i Catalogue of Life.